# Чорний Лицар (персонаж Монті Пайтон)
Чорний лицар (англ. Black Knight) — персонаж фільму «Монті Пайтон і Священний Грааль» британської комічної групи Монті Пайтон, а також мюзикла «Спамалот». Це надмірно самовпевнений лицар, який ігнорує очевидну перевагу супротивника навіть втративши руки й ноги в бою з ним.
Сцена зустрічі короля Артура з Чорним лицарем вважається однією з найяскравіших у фільмі і одним із класичних прикладів, що застосовуються в комедії положень, коли стандартний хід подій набуває незручного спрямування або перебільшується.

## Опис епізоду у фільмі
Чорний лицар (його роль виконує Джон Кліз) охороняє невеликий місток і не пускає через нього нікого.
Король Артур (у виконанні Грема Чепмена), в супроводі вірного слуги Петсі (Террі Гілліам), застає поєдинок Чорного лицаря з Зеленим лицарем (його виконує також Гілліам), який гине на їхніх очах, пронизаний мечем через зорову щілину шолома. Артур вітає лицаря з перемогою і пропонує йому місце за Круглим столом. Лицар стоїть нерухомо і ніяк не відповідає на пропозицію Артура. Після цього Артур намагається обійти його, і починається битва.
Мало не з першого удару лицар втрачає ліву руку, проте на пропозицію відійти він відповідає: «Всього лише подряпина, бувало й гірше». Незабаром Артур відсікає праву руку з мечем, але противник не здається. Оскільки противник обеззброєний і перемога очевидна, Артур стає на коліна і підносить хвалу Господу. Чорний лицар перериває молитву, копаючи Артура і звинувачуючи його в боягузтві. Після чого Артур відрубує спочатку одну, а потім другу ногу. Лише після цього лицар погоджується на «нічию».

## Сцена в мюзиклі «Спамалот»
Через 30 років після фільму сцена була відтворена слово в слово в мюзиклі «Спамалот». Візуальний трюк з відрубуванням кінцівок був підготовлений ілюзіоністами Пен і Телер. Хоча сцена в мюзиклі вийшла поверхневою і неяскравою, вона приводила в захват фанатів фільму, які пам'ятали репліки героїв напам'ять.

## Відгуки
На думку медієвіста Керол Доувер (Carol Dover), сцена з Чорним лицарем «підриває» традиційні романтичні уявлення про лицарів короля Артура. У сцені і в самому фільмі руйнується аристократичний міф про лицарський героїзм шляхом доведення до абсурду основи середньовічного лицарства — насильства.